# 硝酸氟化氙
硝酸氟化氙，又称氟化硝酸氙，是一种化学式为 FXeONO2 的化合物。

## 制备
硝酸氟化氙可以由下面的方法制备：
[FXeOXeFXeF][AsF6] + 2NO2F → FXeONO2 +NO2AsF6.
FXeONO2 的纯化可以由上面反应的产物溶入 SO2ClF 而成，可以分离沉淀的六氟砷酸硝钅翁。
制备FXeONO2的另一种低产率方法是将二氟化氙溶解在液态的四氧化二氮中。 
XeF2 + NO+ + NO3− → FXeONO2 + NOF at 0 °C
该方法效率低下，因为液体中不存在太多的硝酸根离子，并且硝酸氙也会分解。
另一种可以获得硝酸氟化氙的方法：
XeF2 + HNO3 → FXeNO3 + HF

## 性质
FXeONO2 是一种白色晶体。 硝酸氟化氙晶体的空间群为 P21/c ，是单斜晶系。这个空间群里含有四个分子，总体积为 386.6 Å3。 硝酸氟化氙的晶格参数为 a=4.6663， b=8.799 Å ，c=9.415 Å 和不是直角的 β=90.325°  以及其它角度 α 和 γ = 90°。 它的分子量为 212.3 ，晶体的密度是 3.648 g/cm3。 (这些数值都在 -173 °C 下测量。)
在这个化合物里，Xe-F键的键长为 1.992 Å，Xe-O 键的则为 2.126 Å，Xe-O-N 键里的O-N 的键长为1.36 Å，以及其它的O-N 键为 1.199 (顺式) 和 1.224 Å (反式)。 这个化合物的键角为 FXeO 177.6°， XeON 114.7°， (Xe)ONO 114.5° (顺式)， 和其它的 (Xe)ONO 118.4° (反式) 以及 (不是-Xe)ONO 的键角是 127.1°。 氙原子的键长和键角类似 FXeOSO2F 和 FXeOTeF5 ，有一个极性的Xe-O键。它的Xe-O-N角大于普通的硝酸盐，这表示Xe-O键的键级较低。 N-Ocis 的键长比 N-Otrans 的长，与硝酸卤相反。
FXeONO2 不是很稳定，会在 -78 °C 下缓慢分解成 XeF2.N2O4。 这在数天内发生。
在 0 °C 下，FXeONO2 的半衰期为七小时，会分解成 XeF2。